# Non ti arrabbiare, papà/Sogno e felicità
Non ti arrabbiare, papà/Sogno e felicità è il secondo singolo discografico di Cristina Zavalloni, il secondo della trilogia della sua infanzia, pubblicato nel 1982.

## Descrizione
Non ti arrabbiare, papà, presente sul lato A del disco, è il brano presentato alla 19ª edizione dell'Ambrogino d'oro. Il testo è di Antonio Cocco ed Ermanno Capelli, mentre la musica è di Paolo Zavallone e Celso Valli.
Sogno e felicità, presente sul lato B del disco, è il brano estratto dall'album Tip tap. Il testo è di Guido Fiandra, mentre la musica è (come sempre) di Paolo Zavallone.
La musica è dell'orchestra diretta da El Pasador.

## Tracce

### Lato A
1. Non ti arrabbiare, papà (Ambrogino '82) – 4:06 (testo: Antonio Cocco, Ermanno Capelli – musica: Paolo Zavallone, Celso Valli)

### Lato B
1. Sogno e felicità – 3:39 (testo: Guido Fiandra – musica: Paolo Zavallone)